# Air Launched Anti-Radiation Missile
Air Launched Anti-Radiation Missile (ALARM) – zaliczany do broni precyzyjnego rażenia brytyjski naddźwiękowy antyradarowy pocisk rakietowy klasy powietrze-ziemia. ALARM skonstruowany został do niszczenia naziemnych urządzeń radarowych przeciwnika, zwłaszcza wchodzących w skład systemów obrony przeciwlotniczej. Pocisk naprowadzany jest za pomocą pasywnego radiolokatora, wychwytującego emisję radarów przeciwnika.
ALARM może przeprowadzać atak na cel w jednym z pięciu trybów - bezpośrednim oraz czterech trybach pośrednich. W trybie bezpośrednim pocisk jest wystrzeliwany wprost do wybranego celu, po czym automatycznie naprowadza się na źródło emitowanego przez cel sygnału. W trybie ataku pośredniego ALARM może zostać zaprogramowany na poszukiwanie emisji w określonym paśmie radiowym. Wystrzelony w pobliżu spodziewanej pozycji wrogiej stacji radiolokacyjnej gwałtownie wzbija się na pułap 12 km, gdzie zostaje otworzony mały spadochron, na którym pocisk opada ku ziemi. Odbiornik promieniowania radarowego przeszukuje wszystkie lub określone pasma próbując namierzyć cel, a w przypadku jego znalezienia, po odrzuceniu spadochronu zostaje włączony drugi stopień silnika rakietowego, który kieruje pocisk w odpowiednim kierunku. W przypadku namierzenia celu, współrzędne jego pozycji zostają zapisane w pamięci pocisku, co uniezależnia pocisk od kontynuacji emisji radiowej przez cel. Sposób ataku lub poszukiwania celu może być zaprogramowany przed startem samolotu lub wprowadzony do systemu komputerowego pocisku z systemów pokładowych maszyny przed odpaleniem pocisku.
Pociski ALARM stanowią uzbrojenie samolotów myśliwskich Tornado GR.4 i Tornado F3, Jaguar oraz  wielozadaniowych Eurofighter Typhoon.
Po raz pierwszy pociski ALARM zostały użyte bojowo podczas wojny w Zatoce Perskiej w 1991 roku. Wykorzystywano je również w późniejszych operacjach NATO podczas wojny w Kosowie i inwazji na Irak w 2003.